# Formación La Negra
La formación La Negra es una formación geológica de la edad Jurásica, compuesta principalmente de rocas volcánicas y volcaniclásticas, ubicada en la cordillera de la Costa del norte de Chile. La formación se originó en condiciones marinas y continentales), y muestra evidencia de vulcanismo submarino y grandes erupciones explosivas. Se cree que el vulcanismo de la formación La Negra duró unos cinco millones de años.
La formación tiene un espesor de aproximadamente 7.000 metros y la sección tipo tiene una exposición de 3.000 metros de espesor en el sector quebrada La Negra, cerca de la ciudad de Antofagasta. La formación La Negra se deposita diacrónicamente a lo largo de una serie de cuencas intra-arco y se superpone a las formaciones de Pan de Azúcar y Posada de los Hidalgos. La formación está intrusionada por plutones de composición variada que incluyen gabro y granito.

## Arco volcánico
Junto con las formaciones del Grupo Arica, Camaraca, Los Tarros y Oficina Viz, la formación La Negra constituye los restos de un antiguo arco volcánico que existió en tiempos del Jurásico. Aunque temprano, este no es el primer caso registrado de vulcanismo andino en el norte de Chile, ya que las formaciones del Triásico y Jurásico de Cifuncho, Agua Chica, Pan de Azúcar y Posada de los Hidalgos que subyacen a la formación La Negra también muestran evidencias de vulcanismo. En relación con la geografía actual, el arco de La Negra pasó de los 18° S a los 26° S y su orientación fue aproximadamente norte-sur, similar a la disposición actual de los afloramientos de la formación La Negra.
Cerca de Taltal, el vulcanismo del arco La Negra se desarrolló en gran parte en condiciones marinas y la mayoría de las erupciones volcánicas fueron efusivas, aunque el vulcanismo estuvo marcado por grandes erupciones explosivas.

## Litología
La formación está formada por rocas volcaniclásticas, y rocas no volcaniclásticas tales como andesita, basalto, andesitas basálticas y algunas cantidades menores de dacita. Las rocas no volcaniclásticas corresponden de manera diversa a los flujos de lava con partes autobrechadas, domos de lava, criptodomos y lavas almohadilladas. Las rocas volcaniclásticas de la formación incluyen brechas hialoclastíticas, peperitas e ignimbritas félsicas. Este último tipo de roca forma en algunos lugares las partes más bajas de la formación. Además, la formación contiene calizas, margas, conglomerados y brechas grises.

## Geoquímica y petrogénesis
Las rocas volcánicas de la formación La Negra muestran poca diversidad en cuanto a su geoquímica. La cristalización fraccionada de olivino, plagioclasa y piroxeno parece ser la causa de la diferenciación ígnea que produjo andesitas y andesitas basálticas. Las rocas pertenecen a la serie de magma cálcica alcalina y a la de alto potasio. La serie de magma y otras características geoquímicas encontradas en las rocas volcánicas de la formación La Negra son características del vulcanismo de una zona de subducción. Los magmas se originaron en un paquete del manto de la Tierra que fue metasomatizado por fluido derivado de la placa tectónica que estaba subduciéndose debajo de lo que ahora es Chile. Se cree que un cuerpo de gabro cercano, denominado Gabro Costero de Coloso, comparte el mismo origen que las rocas volcánicas de la formación La Negra.

## Metamorfismo y mineralización
La formación ha estado sujeta a un metamorfismo leve de bajo grado como lo demuestra la aparición de una asociación epidota-clorita-calcita-calcedonia-zeolita-prehnita-pumpellyíta. El metamorfismo es más pronunciado en las partes brechadas de los flujos de lava y más cerca de Antofagasta que de Tocopilla. Alberga numerosos depósitos de cobre de tamaño pequeño y mediano cuya mineralogía normalmente varía desde calcopirita-pirita-magnetita en niveles más profundos hasta calcosina-tetraedrita-hematita en niveles más bajos. Los niveles más bajos de mineralización contienen la mayoría de los óxidos de cobre.
Dentro de las intrusiones que se alojan dentro de la formación La Negra hay varias vetas verticales o casi verticales que contienen calcopirita, magnetita y actinolita. Algunas vetas más raras se componen de algunas de las siguientes asociaciones: plata-oro, hierro-cobre, hierro y níquel-cobalto. Todas estas vetas tienen edades similares a las intrusiones más grandes.